# Heinrich Christoph von Holstein
Graf Heinrich Christoph von Holstein(-Holsteinborg), auch Christoph Heinrich Graf von Holstein (* 18. Dezember 1786 auf Gut Waterneverstorf; † 20. November 1842 in Lütjenburg) war ein schleswig-holsteinischer Gutsbesitzer und einer der letzten Lübecker Domherren.

## Leben
Heinrich Christoph von Holstein entstammte dem alten mecklenburgischen Adelsgeschlecht von Holstein, das 1218 mit Hinricus Holsatus urkundlich und mit Johan Ludvig von Holstein 1750 in den dänischen Grafenstand erhoben wurde. Die Rezeption des Geschlechts von Holstein in die Schleswig-Holsteinische Ritterschaft wurde vom dänischen König 1733 bestätigt. Heinrich Christoph von Holstein war der zweite Sohn des 3. Lehnsgrafen von Holsteinborg, Heinrich von Holstein-Holsteinborg (1748–1796) und seiner Frau Friederike Christiane Marie, geb. zu Rantzau auf Breitenburg (1762–1831).
Am 25. März 1801 erlangte er eine Präbende im Lübecker Domkapitel, auf die Christian Ernst zu Stolberg-Stolberg zu seinen Gunsten verzichtete, und wurde damit Domherr. Auch nach der Säkularisation des Hochstifts durch den Reichsdeputationshauptschluss 1803 behielt er seine Privilegien und Einkünfte als Domherr auf Lebenszeit.
Er studierte Rechtswissenschaften an der Universität Kiel und ab Oktober 1805 gemeinsam mit seinem älteren Bruder Friedrich Adolf (1784–1836) an der Universität Göttingen. Während der Koalitionskriege leistete er Militärdienst, erst bei den dänischen Jägern, dann bei den dänischen Husaren, die unter dem Oberbefehl von Louis-Nicolas Davout standen.
1815 kehrte er nach Schleswig-Holstein zurück und übernahm das Gut Waterneversdorf. 1822 erwarb er noch das Gut Gaarz bei Oldenburg in Holstein dazu. In beiden Gutsdörfern stiftete er einen Reinlichkeitsverein und einen Mäßigkeitsverein. Er veröffentlichte zahlreiche Aufsätze zu landwirtschaftlichen Reformfragen.
Seit ihrer Konstituierung 1835 war er ritterschaftlicher Abgeordneter der Holsteinischen Ständeversammlung.
Heinrich Christoph von Holstein ließ sich an Stelle eines Mausoleums eine unterirdische Grabkapelle unter einer mittelalterlichen Motte bei Stöfs errichten, die heute unter Denkmalschutz steht.

## Familie
Er war seit dem 28. Mai 1817 verheiratet mit Mathilde Susanne, geb. von Rantzau auf Rastorf (1801–1835). Sein Sohn und Erbe Conrad Adolph August (1825–1897) heiratete am 30. Januar 1852 Caroline von Heintze-Weissenrode (1832–1871). Mit ihm starb die Linie Holstein-Holsteinborg in Schleswig-Holstein aus. Waterneversdorf kam über dessen Tochter Lucie Henriette (1865–1914) 1897 an die Grafen Waldersee. Heinrich Christoph hatte einen weiteren Sohn Karl Hermann August (* 21. Januar 1829; † 1. Januar 1848) sowie die Tochter Anna Luise Agnes (* 12. April 1833; † 20. Februar 1912), die den Politiker Adolf von Warnstedt heiratete.

## Auszeichnungen
- dänischer Kammerherr
- Titel Hofjägermeister
- Dannebrogorden, Ritter (12. September 1813)

## Werke
- Einige Worte über das Verarmen der arbeitenden Classen. Oldenburg: Fränckel 1835